# Katissa lycosoides
Katissa lycosoides är en spindelart som först beskrevs av Arthur M. Chickering 1937.  Katissa lycosoides ingår i släktet Katissa och familjen spökspindlar.
Artens utbredningsområde är Panama. Inga underarter finns listade i Catalogue of Life.